# Rayo de Jalisco Sr.
Maximino "Max" Linares Moreno (22 de noviembre de 1932-19 de julio de 2018), más conocido como El Rayo de Jalisco, fue un luchador profesional de lucha libre mexicana, considerado como uno de los mejores de su gremio, en su generación.

## Carrera como luchador profesional
Linares hizo su debut en la lucha libre en febrero de 1950, bajo el nombre de "Míster Misterio". Más tarde aparecería en la Ciudad de México bajo el nombre "Águila Negra" (Black Eagle). Continuó afinando sus habilidades bajo la supervisión de su hermano Tony Sugar, que también fue un luchador profesional. 

### Debut
En 1960, apareció bajo el nombre de "El Rayo" y en 1962, finalmente se presentó como "Rayo de Jalisco", con su máscara de marcas negro con un rayo en la cara. El éxito pronto siguió al Rayo, fue el ganador de la Alianza Nacional de Lucha Middleweight Championship y Occidente Welterweight Championship. El Rayo también ganó una serie de luchas en contra de otro famoso luchador llamado el Chino Chow. Desenmascaró a La Bestia en una lucha de máscara vs máscara en 1964. El Rayo se convertiría en el compañero de equipo del legendario Blue Demon y fue nombrado "el mejor luchador" de 1963.

### Derrotado y desenmascarado
El Rayo peleó con Blue Demon cerca del final de las carreras de ambos. Blue Demon en realidad salió de su retiro para hacer frente a Rayo en una lucha de máscara contra máscara. Rayo fue derrotado, revelando su cara al mundo e indicando llamarse Máximo Linares Moreno.
Rayo es considerado un héroe regional en el estado mexicano en Jalisco. En 1996, fue incluido en el Hall de la Fama del Wrestling Observer.

### Carrera como actor
Rayo también sería la estrella de películas de lucha libre junto con otros famosos luchadores enmascarados. Sus películas incluyen "Superzam El Invencible" (1971), "El Robo de las Momias de Guanajuato" (1972), "Vuelven Los Campeones Justicieros" (1972) y "El Triunfo de los Campeones Justicieros (1974)".

### Vida personal
Su hijo siguió sus pasos y en la actualidad lucha como Rayo de Jalisco Jr. quien se casó con Mitzuki Wong, una luchadora profesional. Su hijo lucha como "Rayman". El 19 de julio de 2018, la familia de Linares anunció que había muerto por causas naturales a los 85 años.

## Movimientos en lucha
- Buceo cabezazo

## Campeonatos y logros
- Asistencia Asesoría y Administración
  - Salón de la Fama AAA (2014)

- Empresa Mexicana de Lucha Libre

- Mexican National Tag Team Championship (2 veces) con El Santo
- NWA World Middleweight Championship (3 veces)

- Occidente

- Occidente Welterweight Championship (1 vez)

- Wrestling Observer Newsletter awards

- Wrestling Observer Newsletter Hall of Fame clase de 1996

## Luchas de apuestas
| Apostó    | Ganador                           | Perdedor            | Lugar                    | Fecha                    | Notas |
| --------- | --------------------------------- | ------------------- | ------------------------ | ------------------------ | ----- |
| Cabellera | Rayo de Jalisco                   | Chino Chow          | N/D                      | N/D                      |       |
| Máscara   | Rayo de Jalisco                   | La Máscara          | N/D                      | 1963                     |       |
| Máscara   | Rayo de Jalisco                   | La Bestia           | Ciudad de México, México | 1964                     |       |
| Máscara   | Rayo de Jalisco                   | Guerrero Negro      | N/D                      | 6 de abril de 1975       |       |
| Máscara   | Rayo de Jalisco                   | Mr. Sangre          | N/D                      | 6 de abril de 1975       |       |
| Máscara   | Rayo de Jalisco y Huracán Ramírez | Los Hermanos Muerte | N/D                      | 17 de septiembre de 1978 |       |
| Máscara   | Blue Demon                        | Rayo de Jalisco     | Monterrey, Nuevo León    | 30 de julio de 1989      |       |